# Comuna Novosilkî, Mlîniv
Novosilkî (în ucraineană Новосілки) este o comună în raionul Mlîniv, regiunea Rivne, Ucraina, formată din satele Novosilkî (reședința), Zabolotînți și Zabolottea.

## Demografie
Componența lingvistică a comunei Novosilkî
     Ucraineană (99,45%)
     Alte limbi (0,55%)
Conform recensământului din 2001, majoritatea populației comunei Novosilkî era vorbitoare de ucraineană (99,45%), existând în minoritate și vorbitori de alte limbi.